# Maccabi Los Angeles
Maccabi Los Angeles (Hebreeuws: מכבי לוס אנג'לס) was een Amerikaanse voetbalclub uit Los Angeles. De club werd opgericht in 1971 door een joodse gemeenschap in Los Angeles. De club ging vanaf 1983 verder als bescheiden voetbaltak van de omnisportvereniging Maccabee Athletic Club.

## Historie
De Maccabi Los Angeles Soccer Club werd in de jaren 60 door Europese Joodse immigranten opgericht als recreatief zondagsteam en voetbalafdeling van de Maccabee Athletic Club in Los Angeles. Als speler van de recreatieve amateurclub werd Benny Binshtock destijds benaderd door bondscoach Emmanuel Scheffer om met Israël deel te nemen aan het WK 1970, maar hij kreeg geen medewerking van zijn werkgever. Vanaf 1971 nam Maccabi Los Angeles deel aan de Greater Los Angeles Soccer League, de regionale voetbalcompetitie waarin verschillende etnisch-culturele bevolkingsgroepen uit de metropoolregio Los Angeles vertegenwoordigd werden door voetbalclubs. Algauw steeg het spelerspeil boven het competitieniveau uit, omdat voormalige profvoetballers en Israëlische internationals zich bij de Joodse vereniging aansloten, hoewel het elftal niet uitsluitend uit Joodse spelers bestond. Speler Eli Marmur werd als aanvoerder opgenomen in de selectie van de Verenigde Staten voor de Maccabiade van 1973 in Ramat Gan.
Veel tijd hadden de Maccabees niet nodig om te integreren binnen het Californische voetbal, want in 1973 wist het al haar eerste kampioenschap te behalen. De linksback Eric Braeden had een sterke bijdrage aan het eerste succesvolle seizoen door in de Amerikaanse voetbalbeker de winnende goal te maken in de halve finale tegen San Jose Portuguese en in de finale eveneels te scoren tegen Inter-Italian SC (5–3 winst). Moshe Hoftman, een talentvol Israëlisch international die in Los Angeles studeerde sloot zich ook aan bij de semi-profclub. Met spelers als Yarone Schmitman en Ole Mikkelsen aan haar zijde, domineerde Maccabi Los Angeles de GLASL en in 1977 en 1978 won de club zelfs de Triple Crown, door eveneens de Californische Staatsbeker en de Amerikaanse voetbalbeker te winnen in hetzelfde seizoen. De met 2–0 gewonnen bekerfinale van 1978 tegen Bridgeport Vasco da Gama werd in het Giants Stadium gespeeld voor 30.000 toeschouwers. Ook kwalificeerden zij zich tweemaal voor de CONCACAF Champions Cup, maar door gebrek aan financiële middelen zag de club af van deelname. De LA Giants was de populaire benaming voor het Maccabi-voetbalteam.
Met de bijvoeging van clubs uit de Westelijke Verenigde Staten ontstonden er langszaamaan vanaf 1974 (NASL) en 1976 (ASL) werkelijke Amerikaans voetbalkampioenschappen. De National Challenge Cup was de eerste echte nationale beker in de Verenigde Staten en diens winnaar kon zich kwalificeren zich voor de CONCACAF Champions Cup. Desondanks maakte het Noord-Amerikaans voetbal een omslag met de opkomst van de nieuwe professionele nationale voetbalcompetities, waarin heel veel goede spelers kwamen er goed geld verdienden. Ook Maccabi-speler Benny Binshtock werd benaderd door kapitaalkrachtige New York Cosmos. De Maccabees konden als etnisch-culturele voetbalvereniging zijnde geen overstap maken naar de commerciële competitie, maar sterspelers als Leo Kulinczenko en Ole Mikkelsen deden dit wel. Vanuit de spelersgroep bestond er animo voor een krachtmeting tegen stadsgenoot Los Angeles Aztecs, maar naar verluidt waren de Aztecs te bang voor imagoschade bij een mogelijk verlies. Maccabi Los Angeles bleef wel strijden om de Nationale beker, maar trok zich vanaf 1982 terug als semi-profclub. Het bleek moeilijk om als etnische club financieringsbronnen aan te boren en een kwalicatieve verjonging van de selectie door te voeren. Etnische voetbalverenigingen zijn nog altijd actief in de Verenigde Staten, maar dezen zijn zelden meer succesvol in de National Challenge Cup.
De club werd opgeheven en ging vanaf 1983 verder als een bescheiden voetbaltak van de Joodse sportvereniging Maccabee Athletic Club, die zich vooral concentreert op haar Maccabee Youth Soccer Academy. De vereniging is verbonden aan de Westside Jewish Community Center, waardoor Los Angeles onder meer uitkomt op de Noord-Amerikaanse JCC Maccabi Games. Noemenswaardig was de komst van Israëlische profvoetballer Eli Miali in 1985, die Hapoel Haifa verliet en voor zes maanden als amateur in Los Angeles kwam voetballen. In 2019 won Los Angeles JO16 goud op de JCC Maccabi Games door de finale tegen Atlanta na strafschoppen met 3–2 te winnen.

## Erelijst
| Competitie                        | Winnaar | Winnaar                                  | Runner up | Runner up  |
| Competitie                        | Aantal  | Jaren                                    | Aantal    | Jaren      |
| --------------------------------- | ------- | ---------------------------------------- | --------- | ---------- |
| Verenigde Staten (USSF)           |         |                                          |           |            |
| National Challenge Cup            | 5x      | 1973, 1975, 1977, 1978, 1981             | 2x        | 1980, 1982 |
| Californië (CSA)                  |         |                                          |           |            |
| Californische Staatsbeker         | 3x      | 1976, 1978, 1979                         | -         | -          |
| Los Angeles (GLASL)               |         |                                          |           |            |
| Greater Los Angeles Soccer League | 7x      | 1973, 1975, 1977, 1978, 1980, 1981, 1982 | -         | -          |

## Maccabi Los Angeles in Amerika
| Seizoen | Competitie             | Ronde    | Land             | Club                      | Score          |
| ------- | ---------------------- | -------- | ---------------- | ------------------------- | -------------- |
| 1974    | CONCACAF Champions Cup | 1Q Groep | Vlag van Bermuda | Devonshire Colts FC       | Teruggetrokken |
|         |                        | 1Q Groep | Vlag van Bermuda | North Village Rams        | Teruggetrokken |
| 1978    | CONCACAF Champions Cup | 1Q       | Vlag van Mexico  | Club Universidad Nacional | Teruggetrokken |

## Overzichtslijsten

### Bekende (oud-)spelers
- Eric Braeden
- Meir Segal
- Tony Douglas
- Dan Ben Dror
- Moshe Hoftman

### Lijst van hoofdtrainers
| - 1973-1976: Max Wozniak - 1976-1977: Zvi Friedman - 1977-1982: Azriel Arnaldes |